# Alexander Schweizer
Alexander Schweizer (Murten, 1808. március 14. – Zürich, 1888. július 4.) svájci református teológus.

## Élete
Tanult Zürichben 1831-ben és Berlinben 1832-ben, ahol Schleiermacher mély hatást gyakorolt reá. Egy ideig a lipcsei református gyülekezet segédlelkésze lévén, 1834-ben a zürichi egyetemen lett magántanár és egyszersmind ugyanott a főtemplom vikáriusa. 1835-ben a gyakorlati teológia rendkívüli tanára és egyháztanácsos, 1840-ben rendes tanár és 1844-ben gyülekezeti rendes lelkész is lett.

## Fő művei
- Die Glaubenslehre der evangelisch-reformierten Kirche (Zürich, 1844-47)
- Die protestantischen Centraldogmen innerhalb der reformierten Kirche (1854-56, 2 kötet)
- Die christliche Glaubenslehre nach protestantischen Grundsätzen dargestellt (Lipcse, 1863 és 1872)
- Darstellung der Wirksamkeit Schleiermachers als Prediger (1834)
- Ueber Begriff und Eintheilung der practischen Theologie (Lipcse, 1836)
- Das Evangelium Johannis (uo. 1841)
- Homiletik der evangelisch-protestantischen Kirche (uo. 1848)
- Pastoraltheologie (1875)
- Besprechungen über Zeichen der Zeit (1876)
- Die Zukunft der Religion (1878)
- Zwingli's Bedeutung neben Luther (Zürich, 1884)